# محمد أبريني
محمد أبريني (من مواليد 27 ديسمبر 1984) هو مواطن بلجيكي من أصل مغربي يُزعم أنه شارك في تخطيط وتنفيذ هجمات باريس في نوفمبر 2015 وتفجيرات بروكسل 2016.

## خلفية شخصية
أبريني مواطن بلجيكي من أصل مغربي وكان صديق طفولة لكل من صلاح عبد السلام وشقيقه إبراهيم. كان عمره 31 في وقت اعتقاله. نشأ أبريني في بروكسل، حيث كان يعمل في مخبز، وحصل على لقب «بريوش»، قبل أن يتورط في جريمة صغيرة مع إسلاميين متطرفين يعيشون في حي مولينبيك ببروكسل. لقد قُتل شقيقه في سوريا خلال مشاركته مع تنظيم الدولة الإسلامية. يُعتقد أن أبريني قاتل في سوريا.

## تورط مزعوم في هجمات باريس نوفمبر 2015
أثناء البحث عن صلاح عبد السلام، تم استعادة لقطات فيديو، تظهر أبريني مع عبد السلام في محطة بنزين في 11 نوفمبر. وفي اللقطات، أوقف الاثنان سيارة رينو كليو سوداء في المحطة. يُعتقد أن أبريني قد أوصل عبد السلام إلى باريس في 11 نوفمبر.
تم إطلاق عملية مطاردة لأبريني بعد اكتشاف علاقته مع عبد السلام. أصدرت السلطات البلجيكية مذكرة توقيف، ووصفته بأنه خطير ويحتمل أن يكون مسلحًا.

## تفجيرات بروكسل واعتقاله
أبريني هو «الرجل المحتمل» الذي يرتدي القبعة والذي تم تصويره في مطار بروكسل قبل وقت قصير من التفجيرات في 22 مارس 2016. تم تصويره مع الانتحاريين نجم لاشراوي وإبراهيم البكروي. بعد وقت قصير من الانفجارات، تم تصوير أبريني وهو يمشي بعيدًا عن المطار باتجاه وسط المدينة.
في 8 أبريل 2016، تم اعتقاله في بلدية آندرلخت في بروكسل. وبعد مواجهته بالصور الفوتوغرافية، اعترف بأنه «الرجل الذي يرتدي قبعة» والذي شوهد على كاميرات أمن المطار.